# Bobrowczyk
Bobrowczyk (słow. Bobrovček, węg. Kisbobróc) – wieś (obec) na Słowacji położona w kraju żylińskim, w powiecie Liptowski Mikułasz. Pierwsze wzmianki o miejscowości pochodzą z roku 1231.
Według danych z dnia 31 grudnia 2010, wieś zamieszkiwało 185 osób, w tym 89 kobiet i 96 mężczyzn.
W 2001 roku rozkład populacji względem narodowości i przynależności etnicznej wyglądał następująco:
- Słowacy – 99,53%
- Czesi – 0,47%